# Josef von Smola
Josef von Smola, né le 12 juin 1764 à Teplitz en royaume de Bohême et mort le 29 novembre 1820 à Vienne, est un officier général autrichien au service de la monarchie des Habsbourg puis de l'empire d'Autriche. Entré au service en 1780, il participe aux guerres de la Révolution française où il fait preuve de ses talents d'artilleur et est promu colonel en 1809. Ses canons jouent un rôle décisif à la bataille d'Essling en infligeant de lourdes pertes aux Français, précédant son élévation au grade de général-major en 1813. Il meurt à Vienne sept ans plus tard. Tacticien remarquable, il est considéré comme l'un des plus grands artilleurs de son temps.

## Biographie

### Du canonnier au major, 1764-1800
Josef Smola naît le 12 juin 1764 à Teplice, en Bohême. Il s'engage dans l'armée autrichienne en 1780, en tant que canonnier au 1er régiment d'artillerie. Promu lieutenant en 1787 lors de la guerre contre les Turcs, il participe aux sièges de Šabac et de Belgrade. En 1790, il est détaché en Flandre dans une unité spéciale et contribue à réformer le système de l'artillerie autrichienne. 
Après s'être battu à Jemappes, il prend la tête d'une batterie d'artillerie à cheval avec laquelle il s'illustre au cours de la bataille de Neerwinden en 1793. Kinard écrit que pendant le combat, « Smola dévaste à coups de mitraille une attaque française sur l'aile droite autrichienne grâce à un déploiement rapide de ses quatorze canons ». Ce fait d'armes lui vaut la croix de chevalier de l'ordre militaire de Marie-Thérèse. Grièvement blessé lors de la bataille de Fleurus l'année suivante, Smola est nommé lieutenant en premier en 1796 et concourt brillamment à la reprise de Mannheim par les Autrichiens. Il est blessé une nouvelle fois à Moesskirch en 1800 et est affecté avec le grade de major dans la légion tchèque en décembre de la même année.

### Pendant les guerres napoléoniennes

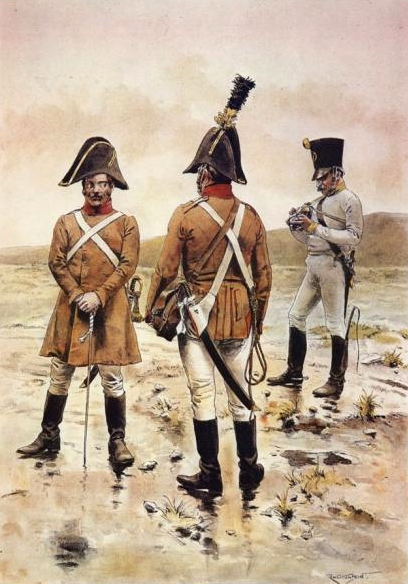
L'artillerie autrichienne en 1809, par Rudolf Otto von Ottenfeld : officier, artilleur et conducteur du train.

Il participe à la campagne d'Italie en 1805 avant d'être élevé trois ans plus tard au grade de lieutenant-colonel. Oberst (colonel) le 18 mars 1809, il prend une part active à la campagne d'Allemagne et d'Autriche où il commande l'artillerie du IIe corps sous les ordres du prince de Hohenzollern-Hechingen. Smola joue notamment un rôle majeur à la bataille d'Essling en réunissant une batterie de 200 canons qui inflige des pertes sévères aux Français et contribue pour une large part à la victoire autrichienne. Deux jours après la bataille, il est fait commandeur de l'ordre de Marie-Thérèse en récompense de ses exploits. Il se signale encore par la suite à Wagram et Znaïm et est promu au grade de général-major le 27 avril 1813. Il devient à la même période commandant de l'artillerie de l'armée d'Italie aux ordres du général Hiller. Ayant participé aux dernières campagnes de l'ère napoléonienne, et fragilisé par un accident cérébral en 1815, le général von Smola meurt à Vienne le 29 novembre 1820.

## Considérations
« Il avait l'air d'un ange en uniforme, mais il avait un cœur de lion et une grande vivacité d'esprit. »

— Kevin F. Kiley, Artillery of Napoleonic Wars, Frontline Books, 2004, p. 207.
Remarquable artilleur et tacticien, von Smola se distingue par sa connaissance du métier et son caractère réfléchi et agressif qui le poussent à prendre des initiatives décisives sur le champ de bataille. Lors de la bataille d'Essling, sa décision d'organiser un feu d'artillerie massif contre les troupes de Napoléon lui permet de surclasser nettement son homologue française et de contribuer largement à la victoire autrichienne. Kiley note ainsi que la supériorité de l'artillerie autrichienne à cette occasion « ne tient pas seulement au nombre de [ses] canons, mais aussi à l'utilisation experte qui en a été faite par l'Oberst Smola ». Il est considéré comme le meilleur général d'artillerie de l'armée autrichienne et comme l'un des plus grands artilleurs de son temps, à l'instar des Français Sénarmont, Lariboisière, Drouot, du Russe Araktcheïev et du Prussien Holtzendorff.

## Décorations et honneurs
- Ordre militaire de Marie-Thérèse
  - Chevalier — 7 juillet 1794
  - Commandeur — 24 mai 1809
- Ordre de Saint-Vladimir de 3e classe — 1815[4]

Le général Smola se voit par ailleurs décerner le titre de Freiherr (baron) le 7 novembre 1816.